# Human Things
Human Things – album polskiego pianisty jazzowego Piotra Wyleżoła, wydany w roku 2018. Ukazał się jako vol. 79 serii Polish Jazz.
Płyta została nagrana w październiku 2016 w Studiu S4 w Warszawie. Wszystkie utwory zamieszczone na płycie to kompozycje lidera – Piotra Wyleżoła. Autorami tekstu w utworze „Human Things” są Piotr Wyleżoł i Grzegorz Dowgiałło, Płyta ukazała się jako płyta winylowa i płyta kompaktowa.

## Wykonawcy
- Piotr Wyleżoł – fortepian
- Dayna Stephens – saksofon sopranowy, saksofon tenorowy
- Robert Majewski – skrzydłówka
- Grzegorz Nagórski – eufonium
- Michał Barański – kontrabas
- Michał Miśkiewicz – perkusja
- Aga Zaryan – śpiew (utw. 1)
- Grzegorz Dowgiałło – śpiew (utw. 1)

## Lista utworów
| 1. | „Human Things”          | 7:25  |
|    |                         |       |
| 2. | „Whisper of the Night”  | 7:22  |
|    |                         |       |
| 3. | „Fatalismus Optimismus” | 9:29  |
|    |                         |       |
| 4. | „Beyond the Reality”    | 7:03  |
|    |                         |       |
| 5. | „Home”                  | 9:22  |
|    |                         |       |
| 6. | „Once Forever”[a]       | 9:34  |
|    |                         |       |
|    |                         | 50:15 |
|    |                         |       |

## Informacje uzupełniające
- Realizator nagrania – Tadeusz Mieczkowski
- Miksowanie i mastering – Mateusz Sołtysik
- Realizacja nagrań wokali – Sebastian Witkowski, Aleksander Wilk
- Omówienie płyty (tekst na okładce) – Bogdan Chmura